# Marts
Marts (in armeno Մարց?) è un comune di 652 abitanti (2001) della Provincia di Lori in Armenia.